# Macrogynoplax matogrossensis
Macrogynoplax matogrossensis är en bäcksländeart som beskrevs av Bispo och Neves 2005. Macrogynoplax matogrossensis ingår i släktet Macrogynoplax och familjen jättebäcksländor. Inga underarter finns listade i Catalogue of Life.